# 林家ライス・カレー子
林家 ライス・カレー子（はやしや ライス・カレーこ）は、昭和末期から平成時代に活動した漫才コンビ（夫婦漫才）。

## メンバー

### 林家ライス
林家 ライス（はやしや ライス、1941年 - 2018年2月24日）
本名∶沼田 志都生。神奈川県横浜市出身。元は落語家で、一時廃業を経て漫才師に転じた。
1957年、六代目三升家小勝の門下で「三升家勝丸」を名乗る。1961年に二ツ目昇進。この時に自身の芸能事務所への売り込みをめぐって師匠と衝突し、勝丸側の親族による訴訟騒ぎに発展する。鈴本演芸場の支配人、伊藤光雄の仲裁で一門から抜けさせ、三升 小粒と改名し、太平洋子との男女漫才に転向した。1963年に初舞台。このコンビで『温泉巡査』（1963年）、『東京無宿』（1966年）の2作に出演している。1971年に、のちのカレー子と結婚。
1976年、初代林家三平の門下に移り（小勝一門・三平一門もともに八代目桂文楽一門である）、林家 ライスと改名。芸名は、初代三平がハヤシライスが好きであったことから命名したものである。
2018年2月24日11時9分 - 視床出血のため、東京都武蔵野市内の病院で死去。76歳没。娘のまる子が後日明かしたところによれば、死去当日は初めて沖縄へ出張する予定で前日までは元気な様子であった。当日朝、妻のカレー子が起こしに行ったところいびきをかきながら目を覚まさなかったことから病院に救急搬送されたが、既に脳幹への出血も見られ重篤な状態であり、家族・弟子に見守られながら亡くなったとの事である。

### 林家カレー子
林家 カレー子（はやしや カレーこ、1949年2月27日 - ）
本名∶沼田 啓子。長野県上田市出身。1978年、初代林家三平の門下で「林家カレー子」を名乗る。ライス死後、娘のまる子と「林家まる子・カレー子」を結成。

## コンビ来歴・芸風
一門内の夫婦であったライス・カレー子は、1987年8月にコンビ結成。
主に「環境漫才」「いじめ撲滅漫才」等、社会的なテーマを取り入れた独自の漫才を展開した。漫才協会などの団体に加入していなかったため、基本的に寄席には出演せず、営業や出張で全国をまわった。
2018年2月、31年間コンビを組んでいた夫のライスが死去。遺されたカレー子は、周囲の勧めで娘のまる子と漫才コンビ「林家まる子・カレー子」を結成し、同年8月31日に浅草演芸ホールで行われた「第三十七回 初代・林家三平 追善興行」で初舞台を踏んだ。

## 親族・弟子
長女は上記の林家まる子。長男は太神楽曲芸師で落語協会所属の翁家勝丸。
弟子に漫談の林家らっきょがいる。

## エピソード
- 2000年12月30日、TBSテレビ『SAMBA・TV』内で放送された『クイズダービー』復刻版で、コンビ名が解答となる3択問題[注 2]が出題されたことがある。

## 出演

### テレビ
- 地球だい好き 環境新時代（NHK総合テレビ、2006年3月11日[10]）

### ラジオ
- 林家カレー子のクールチョイスでGO!（2019年7月 - 2020年1月、エフエムむさしの）[11] - 林家カレー子のみ